# Anii 540
Secole: Secolul al V-lea - Secolul al VI-lea - Secolul al VII-lea
Decenii: Anii 490 Anii 500 Anii 510 Anii 520 Anii 530 - Anii 540 - Anii 550 Anii 560 Anii 570 Anii 580 Anii 590
Ani: 540 | 541 | 542 | 543 | 544 | 545 | 546 | 547 | 548 | 549